# Matt Lucas
Matthew Richard „Matt“ Lucas (* 5. März 1974 in Stanmore, London) ist ein britisch-deutscher Schauspieler, Autor, Komiker und Sänger. Er wurde durch seine Zusammenarbeit mit David Walliams bei der Sketchshow Little Britain bekannt.

## Leben
Lucas wuchs in Stanmore auf. Er leidet schon seit seiner Kindheit an Haarausfall. Er ging auf die Haberdashers’ Aske’s Boys’ School, wie auch Sacha Baron Cohen und David Baddiel. Er studierte Schauspiel in Bristol, verließ jedoch das Studium ohne einen Abschluss.
Nach dreijähriger Beziehung ging Lucas am 17. Dezember 2006 mit dem Filmproduzenten Kevin McGee eine eingetragene Partnerschaft ein. Die Registrierung fand im kleinen Rahmen statt, das Kostümfest danach wurde jedoch von vielen berühmten Kollegen besucht.
Im Juni 2008, nach sechs Jahren Partnerschaft, trennte sich das Paar wieder. McGee beging am 6. Oktober 2009 Suizid.
2017 wird Lucas von der Universität Bristol mit Ehrendoktorwürde ausgezeichnet.
Im November 2021 nahm Lucas die deutsche Staatsbürgerschaft an und ist seitdem Doppelstaatler. Seine Großmutter war 1938 aus Berlin geflohen.

### Karriere
Mit 18 Jahren begann Lucas mit Comedy im Theater von Bernard Chumley. Ein entscheidender Schritt zum Star war, als er 1992 mit Bob Mortimer auf der Bühne stand.
2001 begann er mit David Walliams die Arbeit an der Sendung Little Britain die zunächst als Radiosendung auf BBC Radio 4 ausgestrahlt wurde. Die erste Staffel der Fernsehserie wurde 2003 auf BBC Three gesendet. 2006 wurde die Serie nach der dritten Staffel eingestellt. 2005 spielte Lucas einen venezianischen Fürst in der Serie Casanova (BBC).
Lucas schrieb Texte für Sacha Baron Cohen, vor allem für die Figur Ali G.
In der 2004 veröffentlichten Horrorkomödie Shaun of the Dead spielt Lucas den Cousin Tom.
Lucas wurde im Juli 2006 von der britischen Zeitung The Independent für sein Engagement in Bereichen wie Unterhaltung, Wirtschaft, Politik und Wissenschaft auf Platz neun der einflussreichsten Homosexuellen Großbritanniens gewählt.
2007 nahm Lucas zusammen mit dem Komiker Peter Kay und den Proclaimers eine Benefiz-Single zugunsten von Comic Relief auf. Bei der Neuaufnahme des Proclaimers-Hits I’m Gonna Be (500 Miles) trat er in seiner Serienrolle des Andy Pipkin aus Little Britain auf. Die Single wurde ein Nummer-eins-Hit in Großbritannien.
2010 war Lucas in einer Doppelrolle in Tim Burtons Neuverfilmung von Alice im Wunderland zu sehen. Er spielt die Zwillinge Diedeldum und Diedeldei (im Original Tweedledum und Tweedledee).
Am 23. Juni 2010 war Lucas bei der Geburtstagsaufführung des Musicals Les Misérables (25 Jahre) in der Londoner O2 Arena auf der Bühne zu sehen, wobei er in der Rolle des Wirtes Thénardier auftrat. Diese Aufführung wurde als Videomaterial veröffentlicht. 2012 wurde bekannt gegeben, dass Lucas für drei Monate die Rolle des Thénardier im Londoner Musical übernehmen wird.
Von 2010 bis 2011 war Lucas zusammen mit David Walliams in der Mockumentary Come Fly with Me zu sehen. Die Serie zeigt auf humorvolle Weise den Alltag eines fiktiven Flughafens und seiner Angestellten und Passagiere.
Von 2015 bis 2017 gehörte Lucas zum Hauptcast der britischen Sci-Fi Serie Doctor Who.

## Filmografie (Auswahl)
- 1995: The Imaginatively Titled Punt & Dennis Show (Fernsehserie, Folge 2x02)
- 1995: The Smell of Reeves and Mortimer (Fernsehserie, 4 Folgen)
- 1995–2009: Shooting Stars (Fernsehserie, 53 Folgen)
- 1996: Shooting Stars: Unviewed and Nude
- 1996: Mash and Peas (Fernsehserie, 9 Folgen)
- 1997: It’s Ulrika!
- 1998: Barking (Fernsehserie, 6 Folgen)
- 1998: Sir Bernard’s Stately Homes (Fernsehserie, 6 Folgen)
- 1999–2009: Rock Profile (Fernsehserie, 28 Folgen)
- 2002: Captain V
- 2002: Surrealissimo: The Scandalous Success of Salvador Dali
- 2003: Popetown (Fernsehserie, 10 Folgen)
- 2003–2007: Little Britain (Fernsehserie, 36 Folgen)
- 2004: Shaun of the Dead
- 2005: King Arthur’s Disasters (Fernsehserie, 6 Folgen)
- 2006: Little Britain Abroad (Fernsehserie, 2 Folgen)
- 2008: Little Britain USA
- 2009: Kröd Mändoon and the Flaming Sword of Fire (Fernsehserie, 6 Folgen)
- 2010: Alice im Wunderland (Alice in Wonderland)
- 2010: Alles koscher! (The Infidel)
- 2010: Les Misérables: 25th Anniversary Concert
- 2010–2011: Come Fly with Me (Fernsehserie, 6 Folgen)
- 2011: Gnomeo und Julia (Gnomeo and Juliet, Stimme)
- 2011: Brautalarm (Bridesmaids)
- 2012: Small Apartments
- 2012–2013: Portlandia (Fernsehserie, 2 Folgen)
- 2013: The Look of Love
- 2013: Community (Fernsehserie, Folge 4x03)
- 2013: In Secret – Geheime Leidenschaft (In Secret)
- 2013–2014: Super Fun Night (Fernsehserie, 2 Folgen)
- 2014: Paddington
- 2015: Fresh Off the Boat (Fernsehserie, Folge 2x02)
- 2015: Pompidou (Fernsehserie, 6 Folgen)
- 2015–2017: Doctor Who (Fernsehserie, 14 Folgen)
- 2016: Alice im Wunderland: Hinter den Spiegeln (Alice Through the Looking Glass)
- 2016: Ein Sommernachtstraum (A Midsummer Night’s Dream)
- 2017: How to Talk to Girls at Parties
- 2018: Eine dumme und nutzlose Geste (A Futile and Stupid Gesture)
- 2019: Polar
- 2019: Mister Link – Ein fellig verrücktes Abenteuer (Missing Link)
- 2019: Royal Corgi – Der Liebling der Queen (The Queen’s Corgi)
- seit 2020: The Great British Bake Off
- 2021: The Masked Singer (Gastjuror Folge 2x07)
- 2023: Wonka
- 2024: Gladiator II

## Belege
1. ↑  Matt Lucas in den britischen Charts
2. ↑  Auszeichnungen für Musikverkäufe: UK
3. ↑  Little Britain star Lucas ‘weds’. BBC, 18. Dezember 2006.
4. ↑  Little Britain-Star Matt Lucas wird von der Universität Bristol mit Ehrendoktorwürde ausgezeichnet, abgerufen am 11. November 2024.
5. ↑  »Little Britain«-Star Matt Lucas hat jetzt die deutsche Staatsbürgerschaft. In: Der Spiegel. 3. November 2021, ISSN 2195-1349 (spiegel.de [abgerufen am 7. Juli 2022]).
6. ↑  Ian McKellen ranked most influential gay man - including List (Memento vom 22. Juni 2011 im Internet Archive) auf pinknews.co.uk
7. ↑  Matt Lucas Cast as Tweedledee and Tweedledum in Tim Burton’s Alice (Memento vom 22. Juni 2009 im Internet Archive) auf slashfilm.com
8. ↑  MATT-LUCAS-JOINS-LES-MISERABLES auf londontheatredirect.com

| Personendaten    | Personendaten                                                     |
| ---------------- | ----------------------------------------------------------------- |
| NAME             | Lucas, Matt                                                       |
| ALTERNATIVNAMEN  | Lucas, Matthew Richard (vollständiger Name)                       |
| KURZBESCHREIBUNG | englischer Schauspieler                                           |
| GEBURTSDATUM     | 5. März 1974                                                      |
| GEBURTSORT       | London Borough of Harrow, London, England, Vereinigtes Königreich |